# Grande Pyramide de Cholula
La Grande Pyramide de Cholula, aussi connue sous le nom de Tlachihualtepetl, « montagne artificielle » en Nahuatl, est un immense complexe situé à San Pedro Cholula (es), une municipalité de l’agglomération de Cholula, dans l'État de Puebla, au Mexique .
Il s'agit du plus grand site archéologique comprenant une pyramide du Nouveau Monde, ainsi que de la plus grande pyramide et du plus grand monument jamais construits par l'homme dans le monde,.
La pyramide domine la plaine environnante du haut de ses 55 m et dans ses dimensions actuelles, mesure 400 m par 400 m (450 m). Le périmètre de sa base couvre l’équivalent de 128 piscines olympiques et fait environ quatre fois la taille de celui de la pyramide de Gizeh. Sa structure est similaire à celle de la pyramide du Soleil de Teotihuacan. Le temple est traditionnellement considéré comme étant dédié au dieu Quetzalcóatl.
Le style architectural du bâtiment a été étroitement lié à celui de Teotihuacan dans la Vallée de Mexico, bien que l'influence de la culture de la côte du Golfe du Mexique soit également évidente, en particulier en provenance du site de El Tajín.
La colline recouvrant la pyramide est surmontée par l'église de Nuestra Señora de los Remedios (en), de style néo-classique, construite en 1864-1874 après un tremblement de terre, sur la base d'un ermitage développé à partir de 1594. Le site est considéré comme un sanctuaire (es).
La construction de la pyramide aurait débuté au IIIe siècle av. J.-C. et se serait étalée sur mille ans.

## Localisation et étymologie

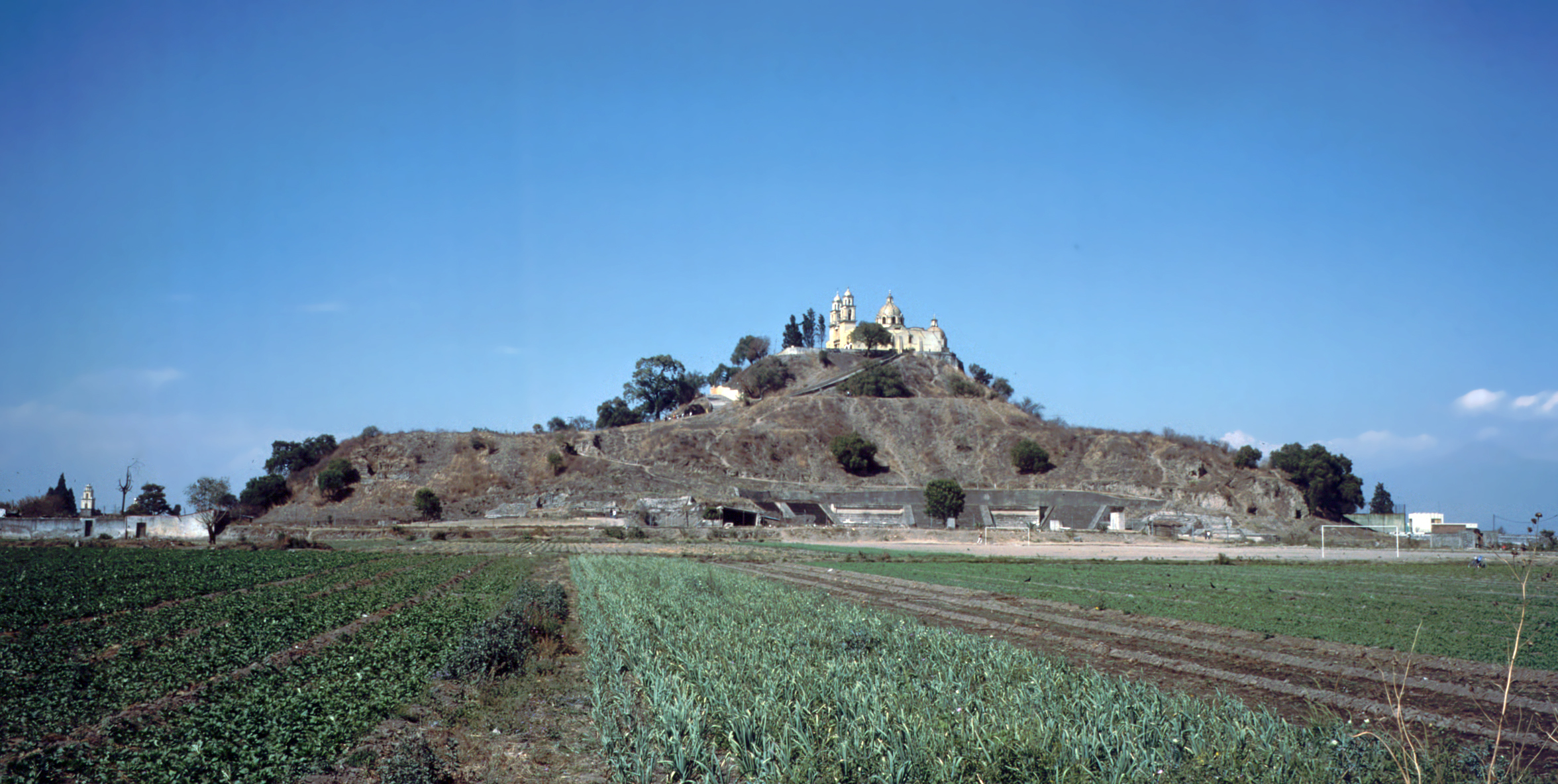
Vue de profil de la colline de Cholula.

La zone archéologique de Cholula est située dans la ville éponyme. La cité est divisée en deux municipalités, San Pedro et San Andrés où se trouve la pyramide. Cette division trouve son origine, au XIIe siècle de notre ère, dans la conquête de la ville par les Toltèques Chichimecas. Celle-ci a repoussé l'ancienne ethnie dominante, les Olmèques-Xicallanca cas, au sud de la cité. Ils ont néanmoins conservé la pyramide comme lieu de culte principal. La nouvelle ethnie dominante a, elle, fondé un nouveau temple dédié à Quetzalcoatl à l'emplacement actuel du couvent San Gabriel de San Pedro Cholela. Après leur installation, les Toltèques Chichimecas ont donné à la pyramide le nom de Tlachihualtepetl, en nahuatl « colline artificielle ».
Le nom de la ville de Cholula vient, lui, du mot nahuatl cholollan qui signifie « lieu de refuge ».

## Histoire

La pyramide de Cholula par rapport à d'autres monuments pyramidaux

La grande pyramide de Cholula était, à la période précolombienne, un important centre religieux. Sur une période de près de mille ans, plusieurs phases de construction ont successivement agrandi la taille de la pyramide, jusqu'à ce qu'elle devienne la plus grande du Mexique en volume.
Le dominicain Pedro de los Ríos, qui a vécu en Amérique centrale entre 1526 et 1529, rapporte une légende selon laquelle cette pyramide aurait été construite par sept géants rescapés du Déluge, sous la conduite de leur frère ainé, Xelhua, surnommé l'Architecte. Ils voulaient construire une pyramide qui atteindrait les cieux, mais les dieux, furieux de voir un tel orgueil, lancèrent le feu du ciel sur la pyramide, tuant nombre d'ouvriers, si bien que la tour est restée inachevée et a par la suite été consacrée à Quetzalcóatl. À l'époque de la conquête espagnole, on y vénérait une grande météorite censée provenir du feu du ciel qui s'était abattu sur la pyramide. Une tradition similaire est rapportée par le dominicain Diego Durán (1537-1588), mais avec des détails indiquant une indiscutable contamination par le récit biblique de la tour de Babel.
Le complexe cultuel a été bâti en quatre étapes à partir du IIIe siècle av. J.-C. jusqu'au IXe siècle de notre ère. Il était dédicacé au dieu Quetzalcoatl. sa base était de 450 mètres de côté et sa hauteur de 66 mètres. Il s'agit de la plus grande pyramide, ainsi que le plus grand monument jamais construit par l'homme, avec un volume total estimé à plus de 4,45 millions de mètres cubes, plus que la Pyramide de Khéops en Égypte, dont le volume n'est que de 2,5 millions de mètres cubes, bien qu'elle soit plus haute, en atteignant 138,8 mètres. Un autre monument comparable est le tumulus du mausolée de Qin shi Huangdi, avec 51,3 mètres de hauteur conservée et une base d'environ 350 mètres de côté. Un autre monument pyramidal de cet ordre de taille est le tumulus des moines en Illinois ; il mesure 30 mètres de hauteur, sa base mesure 236 mètres sur 291. Le tumulus des moines est considéré comme la plus grande "pyramide" d'Amérique du nord.
Les céramiques de Cholula sont reliées de près à celles de Teotihuacan, et les deux sites semblent avoir décliné simultanément. Les aztèques, à l'époque post-classique croyaient que la grande pyramide de Cholula avait été construite par Xelhua. Le site pourrait aussi être relié au géant Xicalancatl et aux autres géants fondateurs de ville.
À son apogée, Cholula avait une population estimée à 100 000 personnes, soit la seconde population du Mexique. Néanmoins, au XIIIe siècle de notre ère, la cité a souffert d'une sévère dépopulation. En dépit de cet épisode, la pyramide a retrouvé son importance religieuse au retour des habitants. Un codex de la région de Cholula relate qu'un souverain des Olmèques Xicalanca portant le titre de Aquiyach Amapane résidait à la grande pyramide.
Au XIIe siècle, après la conquête de la cité, le culte a été transféré de la pyramide à un nouveau temple. Mais, durant la période post-classique, longtemps après que les locaux eurent abandonné la pyramide, ils ont néanmoins continué à inhumer leurs morts autour du monument, démontrant ainsi la continuité de son importance. Au moment de l'arrivée des Espagnols, la pyramide était envahie par la végétation et, au XIXe siècle, elle était toujours intacte. Seule l'église, construite au XVIe siècle, était visible. En 1931, l'architecte Ignacio Marquina a commencé à creuser des tunnels d'exploration dans le monument. En 1954, la longueur totale des tunnels atteignait approximativement huit kilomètres.
De nos jours, la pyramide ressemble à première vue à une colline naturelle surmontée d'une église, l'église de Notre-Dame des remèdes (Iglesia de Nuestra Señora de los Remedios), également connue sous le nom de « sanctuaire de la Vierge des remèdes » (Santuario de la Virgen de los Remedios (es)), construite en 1594 au sommet du temple pré-hispanique. En raison de l'importance historique et religieuse de l'église - elle est un lieu de pèlerinage catholique et le site est également utilisé pour des célébrations indigènes - la pyramide n'a pas été entièrement dégagée et restaurée, comme ont pu l'être les pyramides plus petites mais mieux connues de Teotihuacan.

## Description

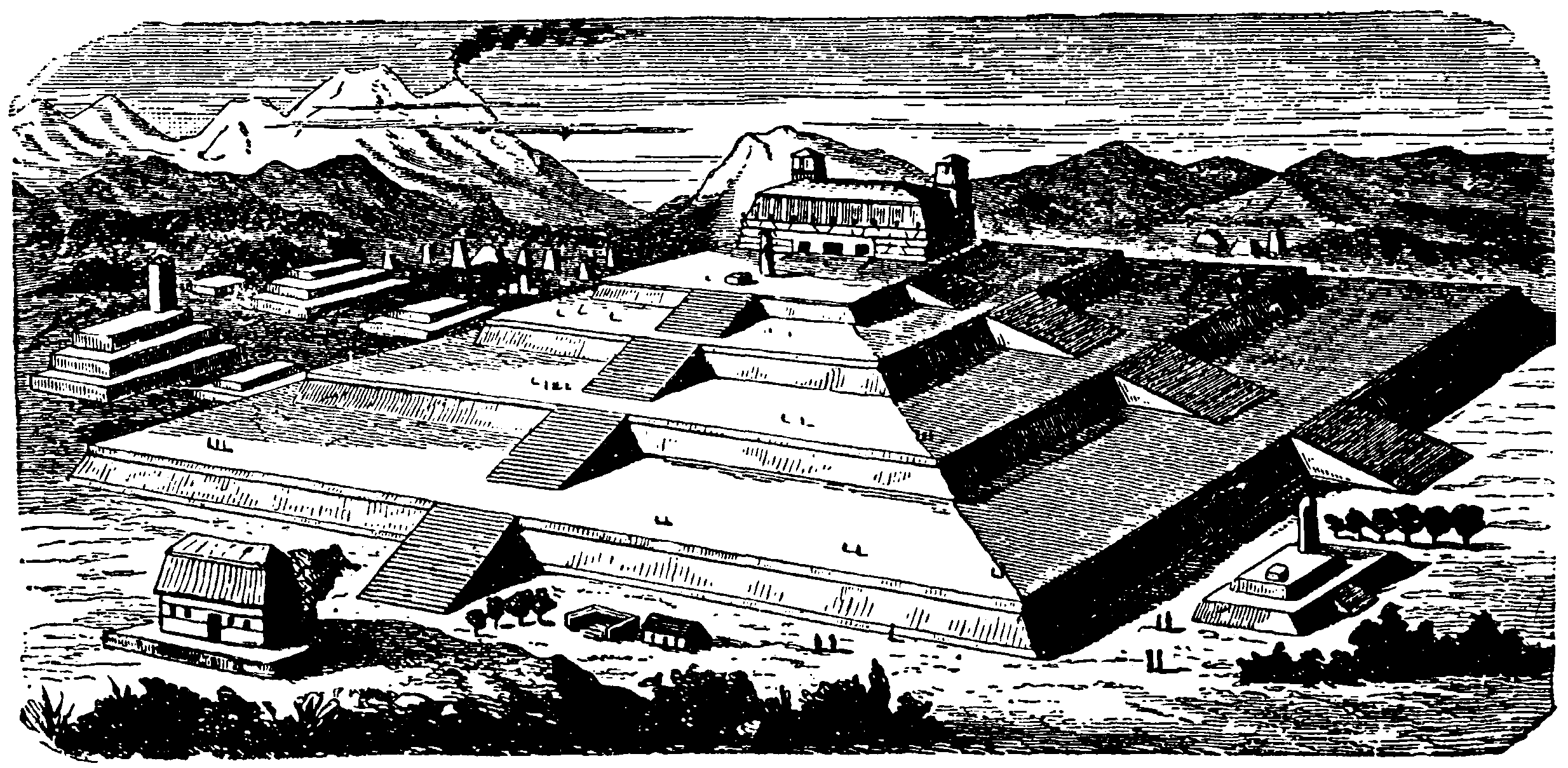
Vue d'artiste de la pyramide à l'époque de sa pleine activité

Selon la légende, la pyramide de Cholula a été construite en brique d'adobe par le géant Xelhua, après qu'il a échappé à une inondation dans la vallée de Mexico. La pyramide est composée de six structures superposées, une pour chaque groupe ethnique qui l'a dominée. Cependant, seules trois de ces structures ont été étudiées en profondeur. La pyramide elle-même est juste une petite part de la zone archéologique de Cholula, d'une surface estimée à 154 hectares. La construction de la pyramide a débuté à la période du préclassique récent. Au fil du temps, elle a été reconstruite six fois, atteignant ses dimensions définitives de 450 mètres de chaque côté à la base et de 66 mètres de hauteur. La première phase de construction présente une architecture en talud-tablero caractéristique de la région et fortement associée à la grande métropole de Teotihuacan. Certaines des constructions de la pyramide recelaient des sépultures renfermant des squelettes ainsi que de nombreuses offrandes, en particulier céramiques. Le dernier état de construction comporte des escaliers du côté ouest menant à un temple au sommet, qui faisait face à L'Iztaccíhuatl. Au cours de la période coloniale, la pyramide a été gravement endommagée du côté nord pour permettre la construction du Camino Real vers  Puebla. L'ouest a été endommagé plus tard par l'installation d'une ligne de chemin de fer.

### Historique des fouilles
La première étude de la zone pyramidale a été faite par Adolph Bandelier, un archéologue américain d'origine suisse. Venu à Cholula en 1881, il publie ses découvertes sur le site en 1884. Bandelier s'est essentiellement attaché à déterrer diverses sépultures autour de la pyramide ; le résultat de ces fouilles est souvent conservé dans les réserves de musées aux États-Unis. Il a également pris les premières mesures précises du monument, fait quelques hypothèses sur son mode de construction et travaillé sur des structures domestiques contemporaines de la pyramide. Bandelier a également été le premier à rédiger des notes de terrain précises et le premier plan du site. Enfin, il s'est également intéressé à deux monticules avoisinants, le Cerro de Acozac et le Cerro de la Cruz, entièrement recouverts de végétation à cette époque.
La grande pyramide a été fouillée en deux phases. La première a débuté en 1931 pour s'achever dans les années 1950. Les fouilles ont repris en 1966 et se sont officiellement terminées en 1970, avec la publication des rapports des divers universitaires ayant travaillé sur Cholula.
L'exploration de la pyramide elle-même a commencé en 1931 par l'architecte Ignacio Marquina qui a creusé des tunnels pour explorer les substructures. En dépit de l'instabilité politique du moment au Mexique, la décision est prise de fouiller le monument en raison du succès des fouilles de Teotihuacan par Manuel Gamio dans les années 1920. Marquina ayant travaillé avec Gamio à Teotihuacan, il emporte le projet.
Marquina passera finalement peu de temps sur le site. La majeure partie du travail a été effectuée par Marino Gómez, le gardien du site, qui a dirigé le creusement des tunnels pour permettre la cartographie du site et des couches successives de la pyramide. En raison de son état de détérioration, la pyramide n'avait pas d'accès évident, mais les archéologues ont décidé de commencer à creuser du côté nord, là où la construction coloniale du Camino Real l'avait endommagée. Sur ce côté, les restes de murs et d'autres structures pouvaient être vus. La base de la pyramide a été construite en briques d’adobe séchées au soleil, contenant de la céramique, de l’obsidienne et du gravier pour un meilleur compactage. Cette fondation solide a permis aux fouilleurs de n’avoir besoin que de créer de « fausses arches », semblables à celles trouvées dans les constructions mayas, plutôt que d’ajouter des poutres et d’autres supports.
Les deux premiers tunnels ont été construits afin de traverser le centre, l'un nord / sud et l'autre est / ouest.
Lorsque les tunnels ont atteint la sub-structure, ils en ont suivi le contour. Peu à peu, les différents tunnels ont finalement créé un labyrinthe souterrain. En 1939, il y avait quatre km de tunnels, deux de plus en 1951. Ils ont permis de montrer la valeur réelle de la pyramide, qui n’est pas visible en surface.
Au cours de cette première série de fouilles, Eduardo Noguera s'est attaché à extraire du matériel céramique afin d'établir une chronologie. Ses résultats ont été publiés en 1954 sous le titre La ceramic arqueológica de Cholula. Les pièces récupérées allaient de figurines d’argile fabriquées à l’époque où le site n’était qu’un village, jusqu’au pré-classique. Ces dernieres pièces incluent des personnages de femmes nues avec des styles de cheveux compliqués. Les figurines des périodes ultérieures, telles que celles qui coïncident avec Tula et Teotihuacan, sont généralement des dieux et des prêtres. Ont été également retrouvés divers instruments de musique, tels que des flûtes, ainsi que des outils pour la fabrication de textiles, de Papier d'amate et de haches. Parmi les découvertes majeures figurait un sceptre cérémonial sculpté dans de l'os, portant des images liées au concept de vie et de mort en tant que dualité. La première partie des fouilles prend fin dans les années 1950.
La seconde partie des fouilles a lieu de 1966 à 1974 sous le nom de Proyecto Cholula. Le premier responsable du site fut Miguel Messmacher en 1966. Après seulement six mois de travail, Messmacher publie un rapport préliminaire en 1967. L'une des découvertes principales de cette époque est celle de l'Edificio I. En plus de la fouille des structures principales de la pyramide, Messmacher Eduardo Matos Moctezuma et d’autres personnes du projet ont travaillé à des recherches plus multidisciplinaires, telles que la détermination des modèles agricoles du site, le développement de sa céramique et ses systèmes de distribution d’eau. Cela a entraîné un conflit avec les promoteurs du projet, ainsi qu'avec l'INAH, ce qui a favorisé une approche plus restreinte centrée sur la reconstruction de la pyramide.
En 1967, l'INAH a décidé de nommer Ignacio Marquina à la tête de l'équipe de fouilles du site, ce qui a poussé la plupart des jeunes chercheurs à quitter le projet. Bien que l'accent ait été mis sur la pyramide à proprement parler, le projet n'a pas perdu tout son caractère interdisciplinaire, en conservant des experts dans des domaines tels que la géologie, la botanique et la paléozoologie. Les fouilles ont commencé à se concentrer sur le côté sud de la pyramide, en fouillant les vestiges de places et de bâtiments constituant un vaste complexe. Cependant, il était difficile de relier ces structures à celles situées à l'intérieur de la pyramide. Les patios ont été découverts, couches successives après couches successives, de la période classique, 200 à 800 ap. J.C. aux débuts de la post-classique. Les éléments les plus importants mis au jour à cette époque sont la cour des autels et l’Edificio F. À la fin officielle du projet en 1974, l’intérêt pour la pyramide s’est de nouveau affaibli, car il n’a pas été possible de la reconstruire intégralement, comme d’autres grandes pyramides du Mexique. Le Proyecto Cholula est abandonné, laissant incomplètes la connaissance du site. En dépit de l'importance pré-hispanique du site, cette pyramide est relativement inconnue et peu étudiée, en particulier par rapport à d'autres au Mexique, telles que Teotihuacan, Chichén Itzá et Monte Albán.

### Éléments constitutifs de la grande pyramide

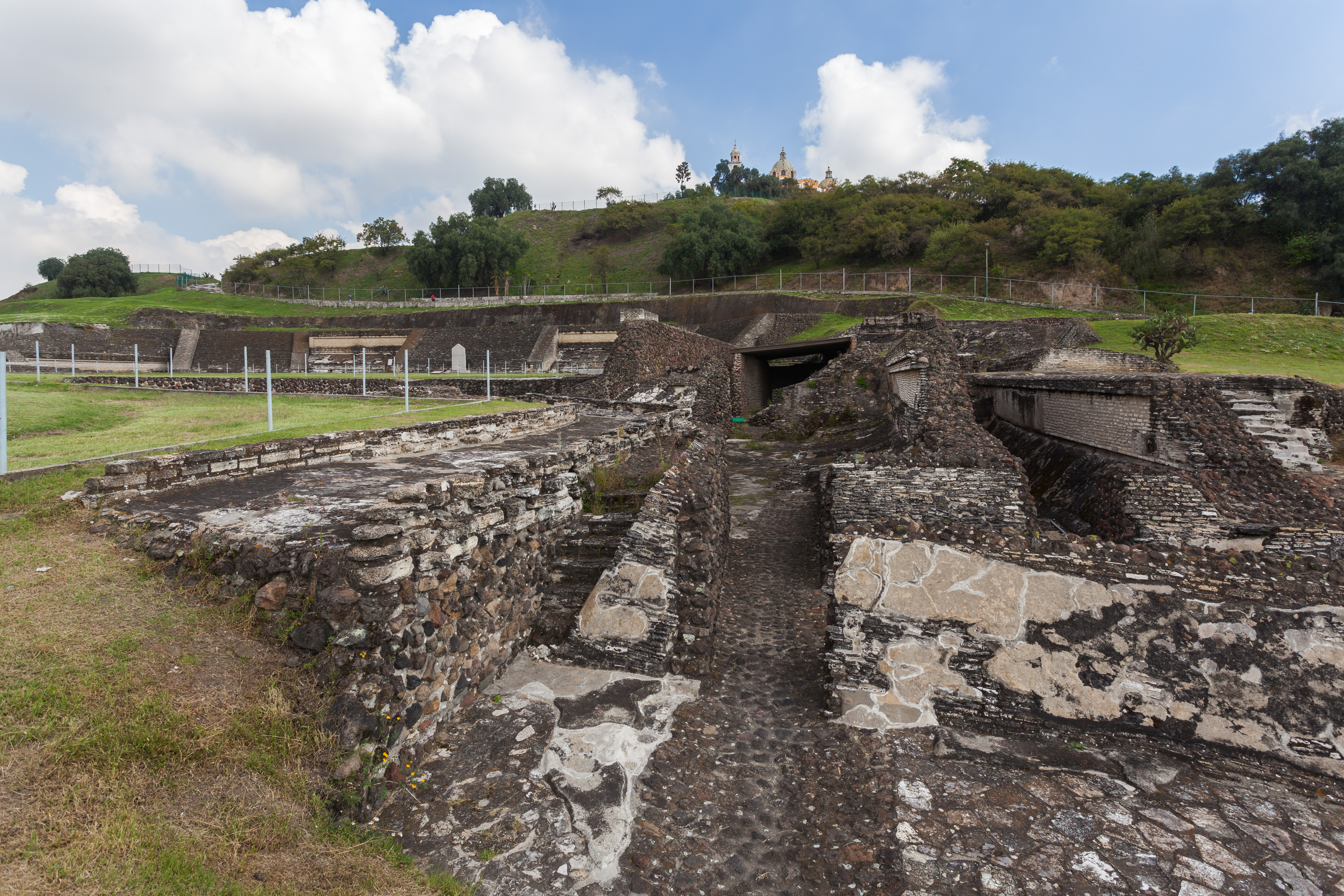
Vue générale

Les fouilles commencées en 1931 ont démontré que la colline était effectivement un gisement archéologique. À l'intérieur, des autels avec des offrandes, des sols, des murs et des restes humains enfouis datant d'environ 900 apr. J.-C. ont été découverts. Aujourd'hui, ces tunnels ont été transformés en passages voûtés bien éclairés. 800 mètres environ sont ouverts au public. Les visiteurs entrent du côté nord et, passant par le centre de la pyramide, sortent du côté sud. À l'intérieur, peu de panneaux expliquant les structures ont été apposés à l'intention du public, cependant une section permet de voir les escaliers principaux de l'une des pyramides, dont les neuf étages ont été excavés de bas en haut. Deux célèbres peintures murales sont également visibles. La première, appelée "Chapulines", consiste en images de sauterelles avec un crâne noir au milieu. L’autre, appelée le "Bebedores", représente diverses personnes buvant dans des récipients couramment utilisés pour le pulque. Un certain nombre d'autres structures et patios forment autour de la pyramide un complexe gigantesque. L'une de ces structures, le patio des autels, était le principal accès à la pyramide. Il tient son nom des différents autels qui l'entourent. Les fouilles ont également montré qu'il y avait généralement des accès secondaires aux coins nord-est et sud-ouest.

#### EdificioA, «La Conejera»
L'Edificio A est la version la plus ancienne de la pyramide. elle également appelée « La Conejera ». Ce bâtiment a été découvert au début des années 50, vers la fin de la première phase de fouilles. C'est une structure pré-Teotihuacan, relativement simple avec un noyau en adobe,. Il n'a pas été trouvé directement sous les autres couches de la pyramide, mais plutôt sous une structure appelée « Edificio Rojo », dans le coin nord-est. La pyramide la plus ancienne du site est donc excentrée par rapport aux pyramides ultérieures. Construit avec un noyau en adobe, il a une base d'environ dix mètres carrés et un mur en talud surmonté d’une corniche de 57 cm. Au-dessus, une chambre à deux étages faisait face au sud. Sur un des côtés de « La Conejera », huit marches arrondies en terre avec un noyau en pierre conduisent à un couloir sur le côté ouest de la structure. Cela présente quelques ressemblances avec la pyramide circulaire de Cuicuilco. D'après la céramique trouvée, la pyramide a été datée d'environ 200 ans av. J.-C., à l'instar de sites tels que Zacatenco et El Arbolillo dans la vallée de Mexico. La base, la corniche et la chambre de « La Conejera » ont toutes été peintes. De la peinture noire a été retrouvé sur la base. Sur la corniche du coin nord-ouest, des carrés blancs étaient peints sur un fond noir. Les archéologues ont supposé que ce motif se répétait sur le reste de la corniche. Les murs extérieurs et intérieurs de la chambre ont été repeints plusieurs fois en rouge, sans motifs apparents,.

#### EdificioB, la pyramide des crânes peints
L'Edificio B, ou « pyramide des crânes peints » était centré à quelques mètres de « La Conejera ». Des extensions ultérieures de cette pyramide ont finalement recouvert « La Conejera » et l’« Edificio Rojo » construit par-dessus. Construite entre 200 et 350 de notre ère, la pyramide des crânes peints est composée de sept niveaux en gradins suivant une structure en talud-tablero, avec un noyau en adobe. Les finitions étaient en adobe et pierre, lissé avec de la terre mélangée à de la chaux pour créer une surface permettant la peinture. Ses murs étaient décorés de peintures murales.
Cette pyramide a été construite en deux phases. La première est une plate-forme rectangulaire de 113 mètres sur 107 mètres. à son sommet se trouve un bâtiment de deux étages en briques d'adobe, de dix-huit mètres de haut, avec des escaliers à l'ouest. Pierre et d'argile sont utilisés pour les zones d'escaliers. Selon Marquina, cette structure avait une orientation est-ouest, similaire à la pyramide du Soleil, coïncidant avec la civilisation de Teotihuacan. Des études céramiques ultérieures l'ont datée de Teotihuacan II.
Seules les peintures murales des deux étages supérieurs de cette pyramide ont été étudiées, sur les taluds et les tableros du côté nord, et ceux du coin nord-est. Le talud a des traces de noir et les tableros de deux mètres portent une frise de 46 cm de large avec un double bordure. Ceci est caractéristique de l'architecture de Cholula. Ces tableros ont généralement une couleur de base, mais des rayures d’autres couleurs, jaune, rouge et bleue, s’y superposent. Le côté nord est ne porte plus de peinture sur le côté gauche, mais il reste des poches de couleurs sur la droite. Le plus haut registre porte neuf crânes peints, celui du bas, sept. Ces crânes étaient supposément à l’origine des têtes de sauterelles tournées vers l’avant, mais des études ultérieures ont montré qu’ils s'agissait de crânes humains très stylisés. ils sont orientés vers l’avant et sont peints en jaune et rouge sur fond noir. Au-dessus des crânes se trouvent des marqueurs décoratifs qui ressemblent à des flèches indiquant la direction de la scène. Ceux du côté gauche indiquent l'est et ceux du côté droit indiquent l'ouest. Sur les côtés, des ailes stylisées en rouge, vert et ocre.
L'une des découvertes les plus importantes entre 1932 et 1936 a été l'autel des crânes sculptés, officiellement rapporté par l'archéologue Eduardo Noguera en 1937. Cette construction est située dans l'un des niveaux inférieurs du patio nord-est, joint à la base de la pyramide des crânes peints. Les aspects architecturaux de cet autel correspondent toutefois à la période post-classique. L'autel est sis sur une plate-forme et fait face à l'est, devant lui se trouvent des escaliers. Il est considéré comme un autel de type momeztli, un type d'autel monté sur plate-forme cérémonielle. L'autel tire son nom des trois crânes humains aux yeux bombés sculptés en argile et recouverts de stuc, comme avec le reste de la structure. Cette caractéristique ornementale se rapporte à la fonction de l'autel, que l'on pense être un mausolée. Il contient les restes d'un homme et d'une femme. Le squelette féminin est accompagné d'objets funéraires liés à la vie domestique, tels que des aiguilles en os, des fuseaux et des pots. Le squelette masculin, lui, appartenait probablement à un guerrier de renom. Son mobilier funéraire est beaucoup plus riches, avec des vases rituels et un élégant vase à motif multicolore, des pointes de flèches en obsidienne et un instrument de musique appelé omexicahuaztli, un type particulier d'instrument à percussion frotté, une sorte de güiro fabriqué à partir d'un fémur ou d'un fémur humain. La mâchoire d'un chien a également été trouvée. Les peuples pré-hispaniques considéraient les chiens comme des guides du monde souterrain, des animaux psychopompes. La mausolée perpétuait probablement la mémoire du guerrier.

#### EdificioC, la pyramide des neuf histoires
L'Edificio C, ou « pyramide des neuf histoires », a été construit sur l'Edificio B entre 350 et 450 après J.-C. et est plus grand en volume que la Pyramide de la Lune à Teotihuacan,. Cette dernière phase était une pyramide radiale, avec des escaliers menant aux quatre côtés de la construction. La pyramide des neuf histoires a été construite sur les structures précédentes en utilisant à nouveau de l’adobe en vue de son expansion en pyramide avec une base de 190 mètres carrés pour une hauteur de 34 mètres. Au lieu d'une surface de terre et de chaux, la finition de cette pyramide est en pierre et stuc. Son style architectural est distinct du précédent. Il se compose de neuf registres en talud, recouverts de stuc. Chacun est plus petit celui du dessous, laissant un espace de deux mètres entre chaque. Les escaliers d'entrée étaient ceux du coin sud-est, ceux des trois autres côtés faisant office de sortie. Les murs ont été peints en noir avec le stuc laissé nu pour le blanc.
Associé au pied de la pyramide à gradins, au coin sud-est, se trouve L’autel du Jaguar, Les côtés ouest et sud des deux niveaux de l'autel ont été explorés. Ils montrent des traces de décoration. Sur le côté ouest du premier niveau, il y a des traces de peinture noire, rouge, verte et ocre. Sur la partie inférieure du mur sud, il y a des fragments de rouge, noir et ocre. Sur une section bien conservée de 3,15 m sur 53 cm, au-dessus, se trouve un fond noir et vert à rayures rouges, avec les profils d'un jaguar et de deux serpents.
La phase finale de la construction recouvrait l'Edificio C, l’enterrant dans son noyau en adobe. Le revêtement de cette phase s’est effondré pour donner l’impression d’une colline naturelle.

#### Autres éléments
La première publication de Marquina en 1939 signale l'existence d'une place nord-est, ce qui était une découverte inhabituelle à l'époque. Cette place contient trois structures en forme de pyramide à talud-tablero, mais en très mauvais état. Leurs bases étaient peintes de carrés noirs ressemblant vaguement aux niches de El Tajín.

### L'esplanade des Autels

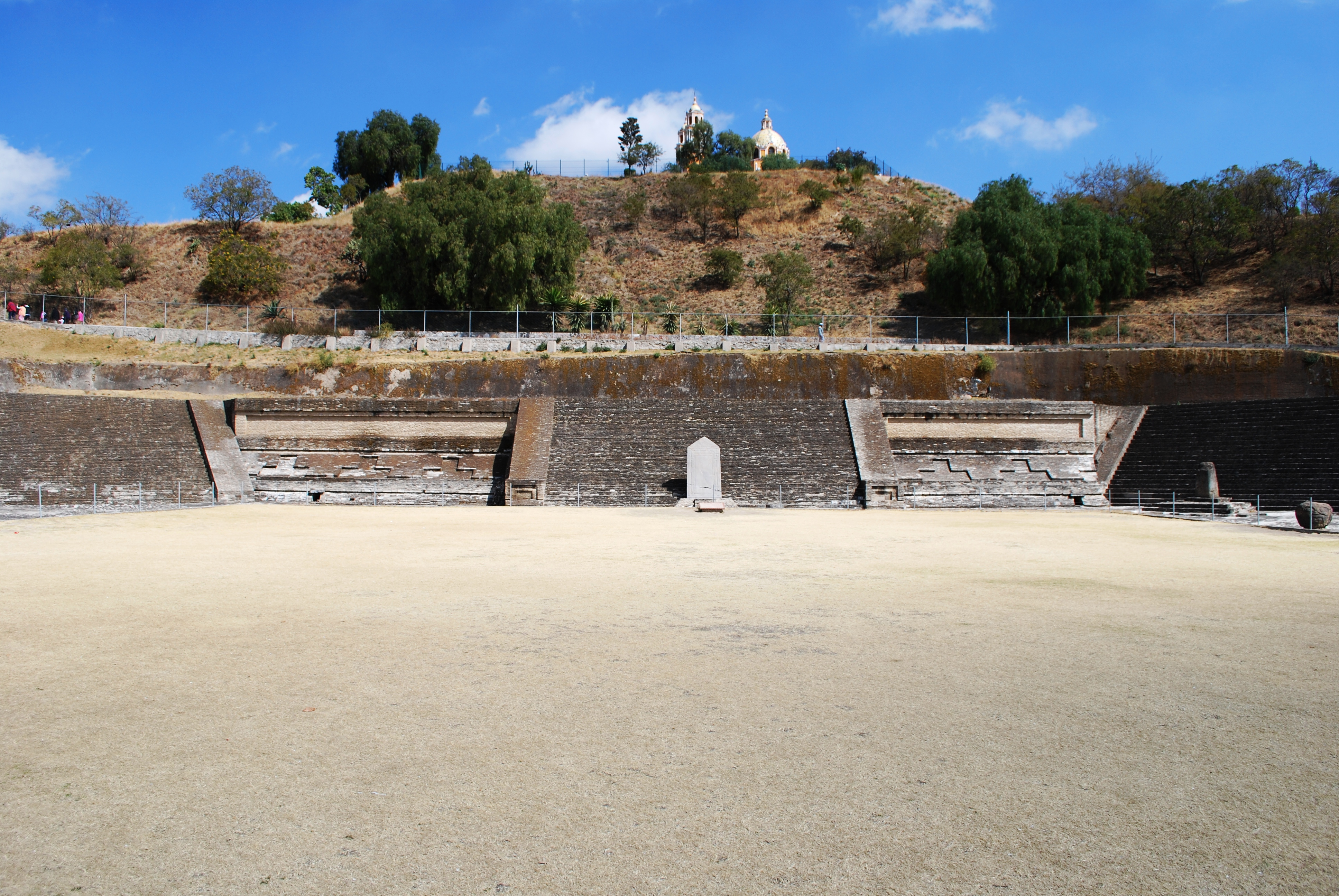
Vue de l'esplanade principale

L'esplanade des autels est un complexe de bâtiments contigu au côté sud de la pyramide. C’est l’une des découvertes les plus importantes des fouilles de 1967 à 1970. Son nom lui vient de plusieurs autels trouvés sur son emplacement.
L'archéologue Eduardo Matos Moctezuma avait commencé à travailler sur ce secteur avec les fouilles de l'Edificio I en 1966 et 1967. L'esplanade consiste en un très grand espace découvert de soixante-dix mètres sur cinquante-quatre mètres, bordé par la pyramide au nord, et sur les côtés est et ouest par deux plates-formes surélevées assez complexes, nommées Patio Sureste et Gran Plaza Suroeste par les fouilleurs. Ces plates-formes ressemblent à celles de la place du nord-est, mais elles se placent contre le côté de la pyramide principale, laquelle est conçue pour amplifier la nature hiératique et rituelle du patio. Cet espace a probablement été utilisé pour de grandes cérémonies spectaculaires ainsi que pour des rituels associés à la passation des pouvoirs. Les taluds sont larges, ce qui est caractéristique de Cholula, et décorés de moulures en forme de T. Les tableros étaient peints de symboles aquatiques et de bandes rouge, bleue, jaune et noire. Les accès aux deux plates-formes principales et au côté de la pyramide sont marqués par de larges escaliers.
La Gran Plaza Suroeste montre une forte influence de Teotihuacan, avec quatre salles sur taluds entourant un patio. L'une de ces salles contient ce qui est peut-être une représentation de la Grande Pyramide en miniature. Les fouilles ont révélé que ces annexes renfermant une cour centrale avaient été construites en une série d'au moins six phases de construction. Au fur et à mesure des nouvelles phases de construction, les nouveaux bâtiments, reconstruits par-dessus les anciens, sont venus empiéter progressivement sur l'espace de la cour. Ils ont ainsi ajouté plusieurs mètres à la hauteur de la plate-forme originale. D'autres structures ont été construites contre les façades arrière de ces bâtiments, formant ainsi deux larges places latérales.
Les bâtiments que l'on voit aujourd'hui datent de la dernière phase de construction de la cour. Les bâtiments de ce côté sud contiennent des travaux importants de peintures murales, notamment des motifs sur les diverses constructions associées au bâtiment 3 (bâtiment 3-1-A, bâtiment 3-2, etc.). Elle comprend également la seule peinture murale du site comportant des figures anthropomorphes, la peinture murale dites « des buveurs ».

#### Les autels

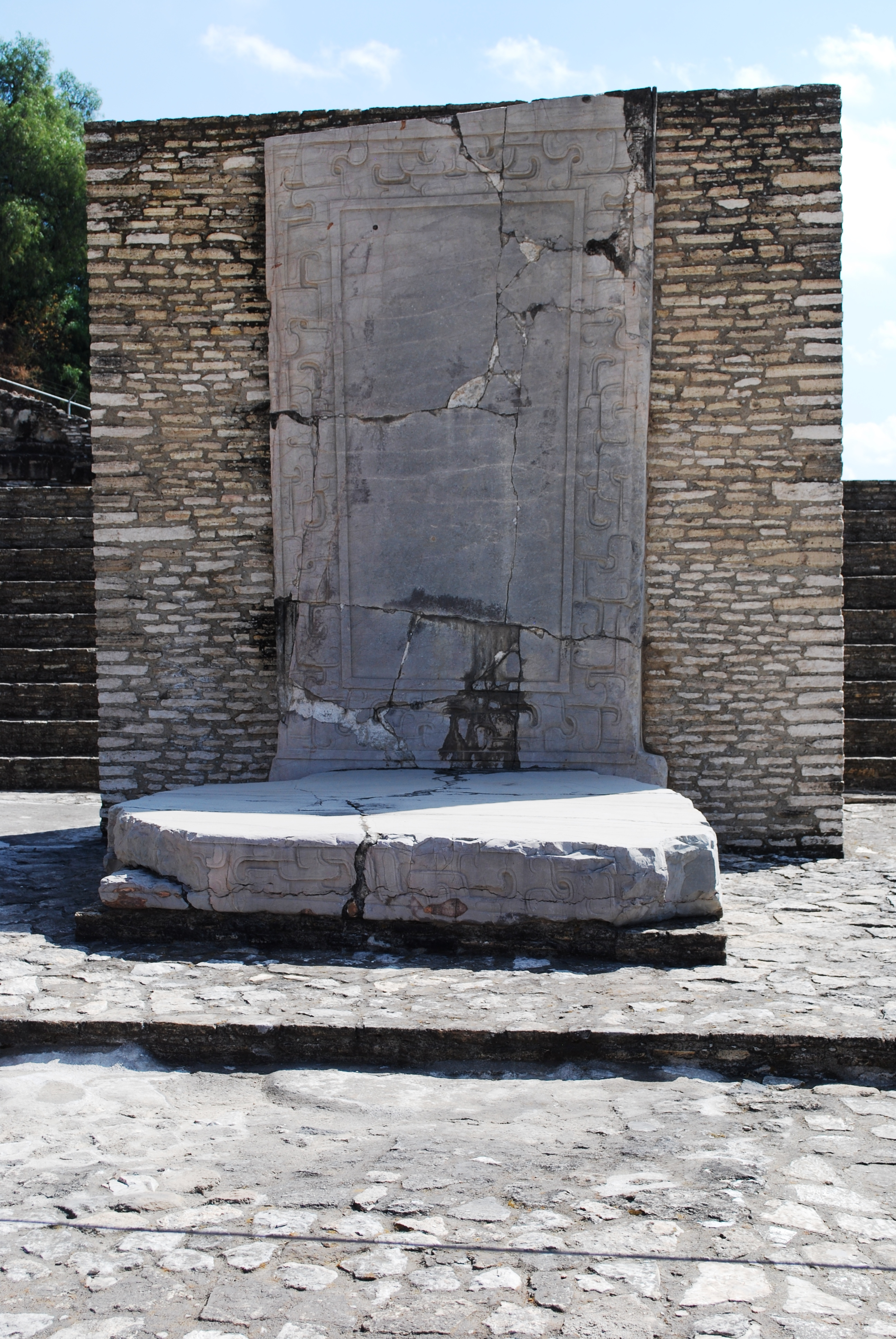
Un des autels de l'esplanade

Quatre autels remontants à la dernière phase de construction de l'esplanade des autels ont été dégagés lors des fouilles. Trois de ces autels ont été décorés de bas reliefs, qui ont permis de déchiffrer certains fragments de l'histoire de Cholula. La partie centrale de chaque autel a été laissée vide, mais peut avoir été peinte à l'origine de motifs religieux.
L'autel 1 est une grande pierre verticale mesurant 3,85 mètres de hauteur et 2,12 de largeur. Il a été trouvé brisé en vingt-deux morceaux. Sa base a été découverte peu de temps après. Sa position dorigine est donc connue et on sait qu’il était orienté vers l’ouest. Ses offrandes, en revanche, étaient pillées depuis longtemps. Il y a peu d'éléments décoratifs, ce qui pousse certains à penser qu'il a été peint. De nouvelles études montrent des similitudes entre cette pierre et des éléments décoratifs à El Tajín.
L'autel 2 est un monument rituel plus traditionnel. C'est une pierre rectangulaire étroite, orientée vers l'est, en position horizontale. Il fonctionnait comme une sorte de piédestal, chacun des côtés étant richement orné. Sur un côté, il y a deux serpents à plumes s'étendant sur toute sa longueur,.
L'autel 3 a probablement été le plus important de l'esplanade puisqu'il se trouve à côté de la pyramide. Il fait face au sud et ressemble à l’autel 1, il s’agit d’une pierre verticale. Sa forme est celle d'un rectangle surmonté d'un triangle. Sa décoration consiste en une bande latérale avec des reliefs similaires à ceux de l'autel 1, de style El Tajín. Il a été retrouvé gisant sur une plate-forme.
D'autres grandes sculptures en pierre ont été trouvées dans cet espace. L'une est la tête d'un serpent avec des dessins géométriques qui correspondent à la tradition Niuñe à Oaxaca. Il existe également une tête humaine géante dont les bords des yeux et de la bouche sont marqués d'une manière qui évoque Xipe, ce qui pourrait correspondre à une tradition post-olmèque, des figures similaires ayant été trouvées à Tlaxcala.

#### Fresques et peintures murales

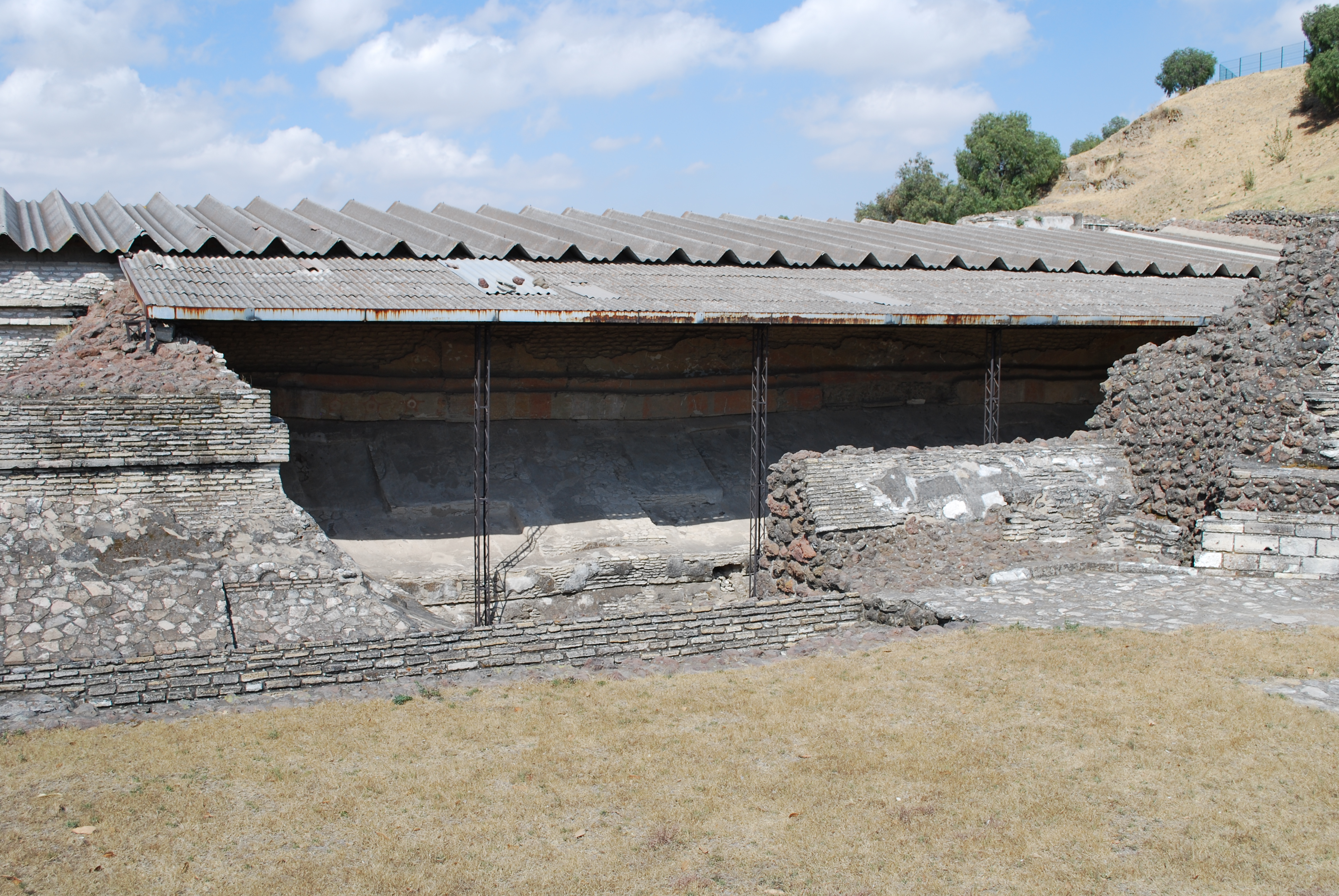
L'une des peintures murales de l'Edificio 3 recouvert d'un toit protecteur

Des fresques et des peintures murales ont été découvertes aux différents niveaux de la pyramide principale, que ce soit l'Edificio Rojo, La Conejera, la pyramide des crânes peints, l’autel des crânes peints, la pyramide en gradins, l’autel de Jaguar, l'Edificio D ou l'Edificio F. Les études sur les divers fragments de fresques découvertes jusqu’à présent dans la ville pré-hispanique de Cholula ont montré les changements politiques, économiques et sociaux survenus au fil du temps. Les travaux des spécialistes aident également à déterminer les liens de Cholula avec le reste de la Méso-Amérique. Les archéologues ont découvert vingt et une zones peintes, dont huit ont été perdues et treize sont encore in situ. La plupart des œuvres appartiennent à la période classique, à l'exception de celles de l'Edificio Rojo, qui appartiennent au pré-classique.
La manière dont les taluds, tableros et autres surfaces ont été peintes montre une évolution dans le temps. Les plus anciennes n'ont pas de représentation, elles sont simplement peintes de couleur rouge. Après 200 apr. J.-C., de nouvelles couleurs apparaissent, telles que différentes nuances de rouge, de vert, d'ocre, du bleu, du noir et du marron. Des figures humaines, des animaux et des formes géométriques commencent également à apparaître. Cependant, la fresque des Buveurs est la seule peinture murale conservée qui représente des figures humaines. Jusqu'à présent, toutes les peintures murales découvertes ont été placées sur des murs extérieurs, à l'exception du secteur appelé Edificio D, dont les peintures murales sont internes. Cela indique que la plupart des fresques ont été créées pour le public, probablement pour enseigner et renforcer les symboles religieux et politiques de l'époque. Les peintures murales les mieux conservées ont été trouvées sur les couches internes de la pyramide principale et sur l'esplanade des autels, les deux zones les plus importantes du site.
La fresque des buveurs a été découverte en 1969 par Ponciano Salazar Ortegón. Elle est l’une des plus longues peintures murales précolombiennes du Mexique, avec un total longueur de 187 mètres. Le sujet de la fresque est un festin ou une cérémonie mettant en scène des personnages buvant ce qui est probablement du pulque. Un certain nombre d’éléments, tels que les tasses et les bocaux, sont associés à la consommation de pulque. Plusieurs des personnages portent des turbans en tissu et des écharpes «maxtlatl», et la plupart portent des masques zoomorphes. Les personnages sont assis par paires se faisant face et se servant de vases placés entre eux. Les participants semblent détendus et ont diverses activités, notamment boire où faire des offrandes. La fresque est considérée comme la plus ancienne représentation connue du rituel des dieux pulques.

### EdificioD
L'Edificio D est situé sur le côté sud de la pyramide des neuf histoires. Il se compose de niveaux de talud-tablero en forme de pyramide surmontés de trois moulures à l’est et de deux à l’ouest. Ce bâtiment a été construit sur une zone dont l'intérieur est recouvert de morceaux de pierre recouverts de peinture rouge, ocre et verte sur fond noir. Cet espace a été remblayé, les constructions postérieures autour de celui-ci ont exercé une pression dessus et il risquait de s'effondrer.

### EdificioI
L'Edificio I a été brièvement exhumé, pendant une période de six mois, au début de la seconde phase de fouille. Il a principalement été dégagé par les archéologues Eduardo Matos Moctezuma and Pablo López Valdéz. Ce bâtiment est situé sur une plate-forme jointe au côté sud-ouest de la pyramide. Il possède quatre accès et contient trois inhumations. Les céramiques trouvées au sein de celles-ci sont similaires à celles trouvées sur l'autel des crânes sculptés, ce qui date la structure d'une période assez tardive pour la période pré-hispanique de Cholula. Ces découvertes montrent que, bien que la pyramide ait été en cours d'abandon, elle n'avait pas perdu son caractère rituel.

### EdificioF

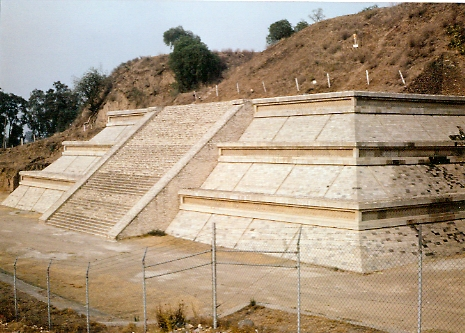
Edificio F

L'Edificio F date de l'avant-dernière phase de construction de la pyramide, entre 500 et 700 apr. J.-C. C’est un escalier en pierre composé de trois niveaux avec de grandes talus orientées à l’ouest. Les tableros sont décorés avec un motif qui ressemble à un tapis de palmier tissé. Cet effet a été créé en sculptant des pierres, puis en les plaçant comme une mosaïque. Pour cette raison, ce bâtiment est également appelé le bâtiment « Piedra Laborada ». Les archéologues ont entrepris de reconstruire cette structure à l'aide de ciment. Le bâtiment a depuis pris le nom de « pyramide de Tolteca », du nom de la marque de ciment utilisée. Cette pyramide a depuis été critiquée pour avoir été trop reconstruite.
Les céramiques et statuettes retrouvées durant le processus de reconstruction ont été étudiées par Florence Müller. Elles datent du pré-classique au post-classique. Le bâtiment a également perdu l'essentiel de sa coloration, ne laissant que des fragments de rouge, d'ocre, de blanc et de noir. Les fragments les mieux conservés se trouvent au premier niveau, au sud et au nord, où la peinture a été appliquée directement sur la pierre,.

## Sépultures
Au cours des fouilles de la Grande Pyramide, plus de 400 sépultures humaines ont été découvertes. La plupart de ces sépultures datent de la période postclassique, ce qui montre que la Grande Pyramide est resté un centre cultuel important bien après la fin de son utilisation comme temple. Ces tombes comprennent un certain nombre de  sacrifices humains, comme en témoignent des parties du corps mutilées et les crânes de victimes décapitées.
Les restes de huit personnes ont été retrouvés sous le plancher de la cour des autels. parmi eux les restes d’un certain nombre d’enfants déposés dans des pots en céramique. Ces enfants étaient sacrifiés pour servir de messagers pour Tlaloc, le dieu de la pluie, en raison des sécheresses qui sévissaient sur ce site. Les restes désarticulés d'au moins 46 personnes ont été découverts à proximité d'un autel situé au centre d'une place au coin sud-ouest de la pyramide. Ces restes incluaient des individus de tous âges et des deux sexes.

## Importance moderne
En tant que site religieux, site archéologique et attraction touristique, la pyramide reste un lieu important de la Cholula contemporaine. Le site reçoit en moyenne environ 220 000 visiteurs chaque année. Juste avant l’arrivée de l’Espagnol, la pyramide était considérée comme consacrée à une déesse de la pluie appelée Chiconauhquiauhitl, ou déesse des neuf pluies. Elle a été remplacée par la Vierge aux remèdes, conservant la date du 8 septembre, date de vénération de l'ancienne déesse de la pluie, mais en la transférant à cette image de la Vierge Marie,.

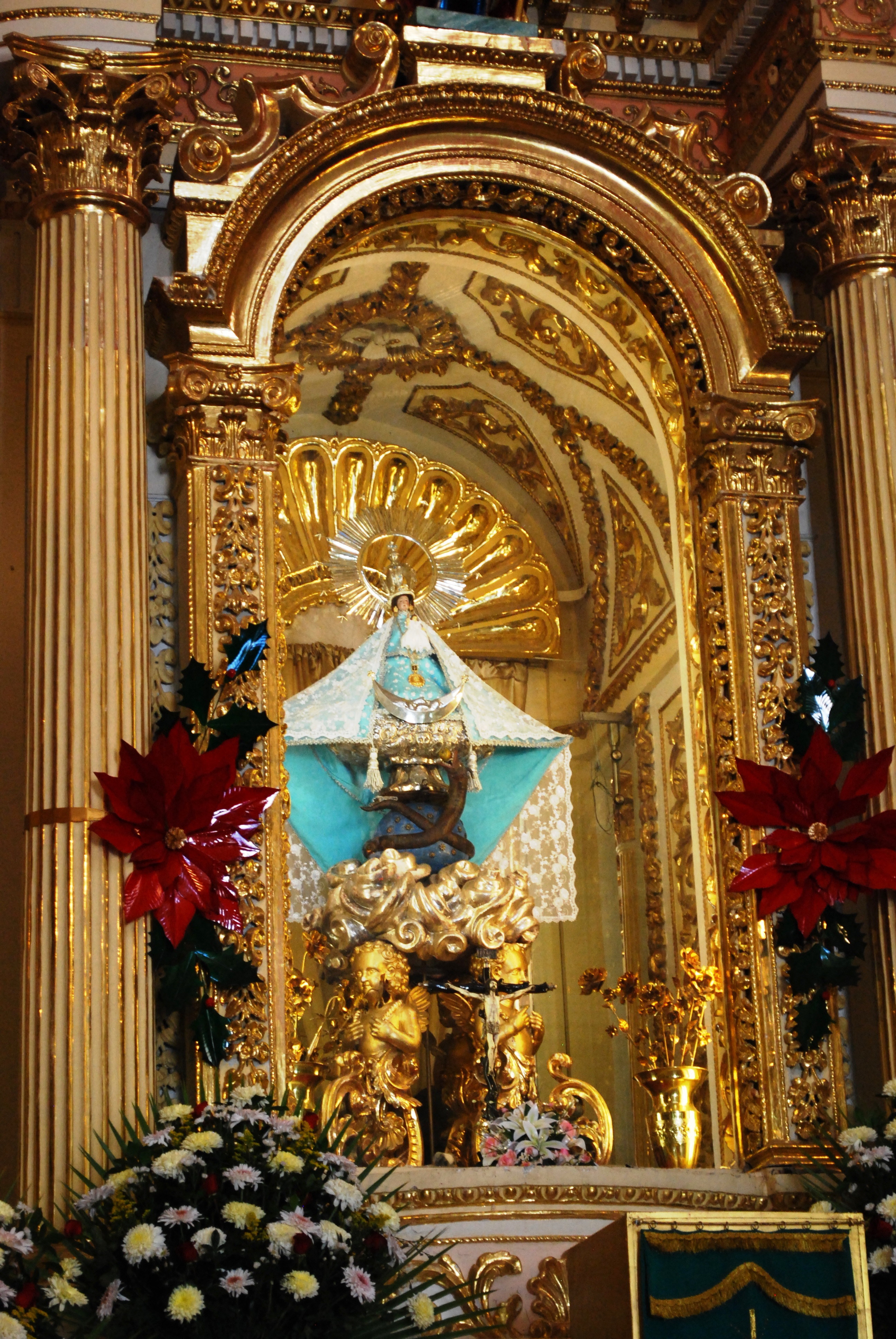
Image de la Vierge des remèdes de Cholula

Les Espagnols ont construit une église à la Vierge des remèdes au sommet de la pyramide. La foudre a frappé et endommagé cette église à plusieurs reprises, ce qui a été attribué à la vieille déesse au début de la période coloniale. Cependant, le changement de culte a permis à la pyramide de garder sa nature sacrée jusqu'à aujourd'hui. La Vierge des Remèdes est la sainte patronne de la ville de Cholula. Deux événements annuels majeurs la concernent, elle et la pyramide. Le premier est le 8 septembre, date à laquelle des milliers de personnes viennent honorer la Vierge. Les pèlerins passent la nuit du 7 septembre avec de petites lanternes afin de pouvoir saluer la Vierge tôt le 8 au matin. L'autre fête est appelée « Bajada » : la statue de la Vierge est emmenée en bas de la pyramide pour visiter les différents quartiers de la ville pendant deux semaines en mai et juin.
Le rituel Quetzacoatl, qui a lieu chaque année à l'équinoxe de printemps, est plus proche des racines préhispaniques de la pyramide. Cet événement peut attirer jusqu'à 20 000 visiteurs, ce qui incite les autorités à limiter l'accès aux vestiges archéologiques exposés du côté sud,. Ce rituel est exécuté sur la pyramide et comporte poésie, danse indigène, musique et feux d'artifice
.

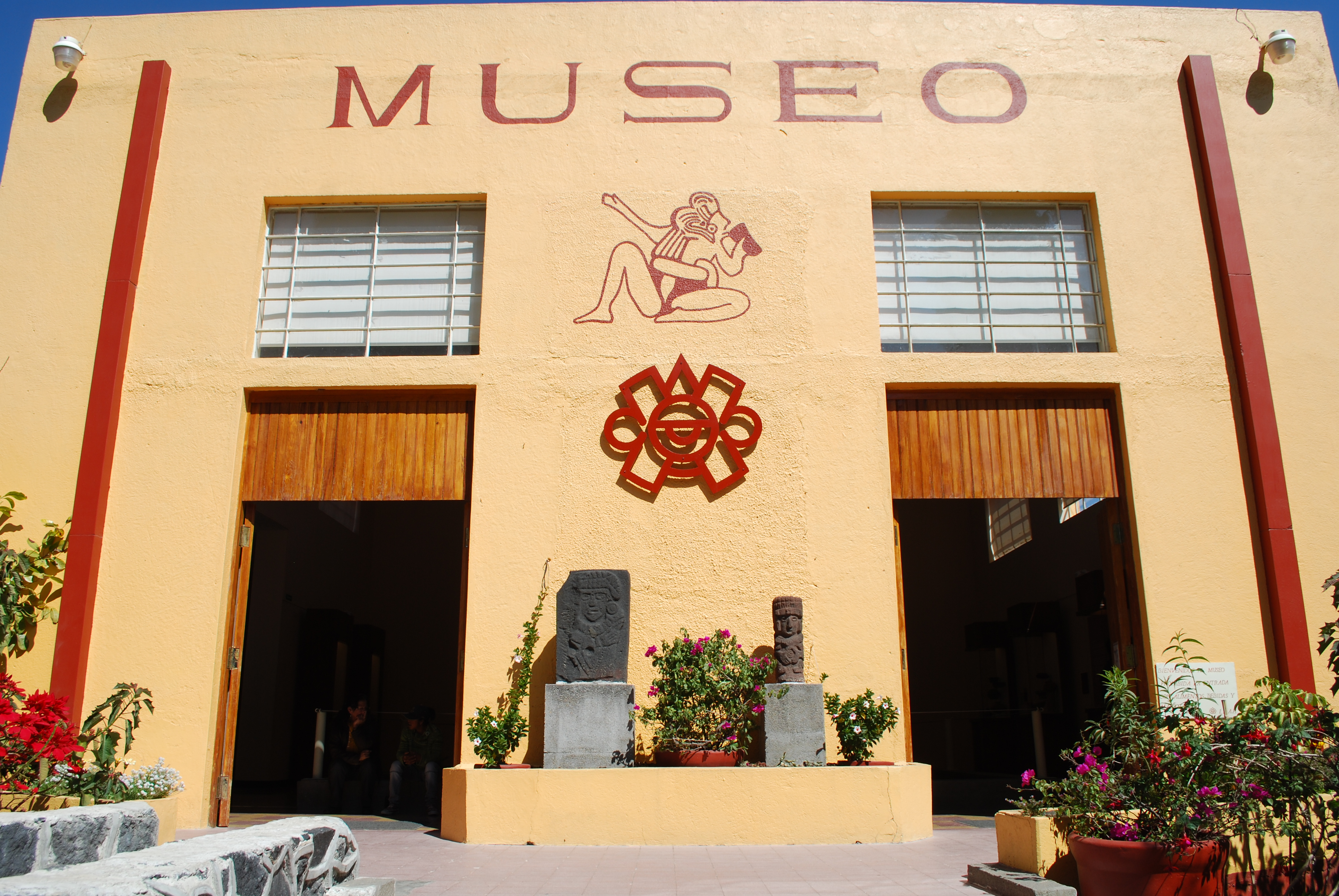
Entrée du Musée de Cholula

Le site de la pyramide ne représente que six hectares d'un patrimoine archéologique qui s'étendrait sur 154 hectares. Cependant, 90 hectares de ce terrain appartiennent à des propriétaires privés et il y a une résistance à l'exploration archéologique systématique,. En dépit de l'importance de la cité antique et de la pyramide dans l'histoire du centre du Mexique, la Grande Pyramide de Cholula n'a pas fait l'objet d'études approfondies et n'intervient que peu dans la compréhension de la Méso-Amérique.
La pyramide est la principale attraction touristique de Cholula. Elle a accueilli 496 518 visiteurs en 2017. C’est l’une des destinations les plus connues du centre du Mexique pour les voyageurs étrangers. Outre les tunnels à l’intérieur de la pyramide et les complexes sur le côté sud, le site comporte aussi un musée. Séparé du site archéologique par la route du Camino Real, le musée contient une maquette montrant les différentes couches de la pyramide, une salle consacrée à la céramique et à d'autres objets trouvés sur le site, ainsi que la reproduction de deux des peintures murales du site.
L'importance de la pyramide a conduit à un certain nombre de mesures prises pour la protéger. La zone archéologique est surveillée par une unité de police montée de la municipalité de San Ándres, afin d'empêcher les véhicules à moteur d'endommager le site,. L'accès à certaines parties du site est limité lors d'événements tels que le rituel Quetzalcoatl. Certains grands feux d'artifice ont été interdits par la ville et l'Église catholique car ils provoquent de fortes vibrations dans les tunnels de la pyramide. Une partie du terrain situé autour de la pyramide a été achetée par les autorités et transformée en terrains de football. le reste a été végétalisé pour créer une zone tampon entre la construction de maisons et la pyramide.